# 日本国憲法の施行に伴う民事訴訟法の応急的措置に関する法律
日本国憲法の施行に伴う民事訴訟法の応急的措置に関する法律（にほんこくけんぽうのせこうにともなうみんじそしょうほうのおうきゅうてきそちにかんするほうりつ、昭和22年4月19日法律第75号）は、日本国憲法の施行に伴い、当時の民事訴訟法（明治23年法律第29号）を同憲法の規定に沿うよう、応急的措置を行った法律である。

## 沿革
戦前、日本の民事訴訟の制度は大日本帝国憲法第5章の規定に基づき、裁判所構成法、旧民事訴訟法等により規律されていたところ、その下では、司法大臣が裁判所の司法行政に係る監督権を有しており（裁判所構成法第135条）、規則制定権をも有していた（同法第125条）。また、行政訴訟は民事訴訟とは異なり行政裁判法により規律され、司法裁判所の管轄から除かれている等、特別裁判所の設置が前提となっていた。
○大日本帝国憲法
第六十條　特別裁判所󠄁ノ管轄ニ屬スヘキモノハ別ニ法律ヲ以テ之ヲ定ム
第六十一條　行政官廳ノ違法處分ニ由リ權利ヲ傷害セラレタリトスルノ訴訟ニシテ別ニ法律ヲ以テ定メタル行政裁判所󠄁ノ裁判ニ屬スヘキモノハ司法裁判所󠄁ニ於テ受理スルノ限ニ在ラス

しかし、日本の降伏の後に制定された日本国憲法と、それに基づいて規定された裁判所法によって、裁判機構には著しい改革が行われることとなった。特に、日本国憲法第76条が、全て司法権は最高裁判所及び下級裁判所に属するとして司法権の独立を定め、日本国憲法第77条で独自の規則制定権を認めた上で、特別裁判所の設置を禁止して行政機関における終審を禁じたことで、行政裁判所は廃止されることとなり、行政訴訟も司法裁判所において法律上の争訟に当たるものとして審理を行うこととなった。
このことにより、次に掲げる2つの問題が生じることとなった。
- 日本国憲法で最高裁判所の規則制定権が認められたことによる、民事訴訟に関する手続のどの部分を「法律」（立法府）で定め、どの部分を「最高裁判所規則」（司法府）で定めるかの調整の問題[4]。
- 行政訴訟を民事訴訟の一種とみなして、民事訴訟の規定に則って処理すべきか、行政訴訟の特殊性に鑑みて民事訴訟の規定とは別の訴訟手続に関する規定を定めるべきかの問題[3]。

司法省は、日本国憲法施行と同時に改正民事訴訟法を制定すべく、連合国軍最高司令官総司令部（GHQ）と調整を進めていたが、調整がうまくいかなかったため、GHQの意向に従い、民事訴訟法の全面的改正は差し控え、それまでの間のつなぎとして、日本国憲法の精神に沿わない、必要やむを得ない部分に限って、暫定的に応急的措置を施すために制定されたのが本法である。

## 内容

### 新憲法の趣旨に沿う解釈
民事訴訟法は、日本国憲法・裁判所法の制定の趣旨に適合するようにこれを解釈しなければならない（第2条）。例えば、次のような規定がこれらの趣旨に適合しないものとして、読み替えを行ったり、ないものとして扱ったりしなければならないとされた。

#### 夫婦平等の原則にそぐわない規定
- 判事が夫であることを前提とする規定…配偶者と読み替える[5]。

第三十五條　判事ハ左ノ場合ニ於テハ法律上其ノ職務ノ執行ヨリ除斥セラル
　一　判事又ハ其ノ妻若ハ妻タリシ者カ事件ノ當事者ナルトキ…（以下略）

- 妻が訴訟無能力者であることを前提とする夫の許可の規定…妻を独立した訴訟行為能力者として扱う[5]。

第五十條　準禁治産者、妻又ハ法定代理人カ相手方ノ提起シタル訴又ハ上訴ニ付訴訟行為ヲ為スニハ保佐人ノ同意、夫ノ許可又ハ親族會ノ同意其ノ他ノ授権ヲ要セス
準禁治産者、妻又ハ法定代理人カ訴、控訴若ハ上告ノ取下、和解、請求ノ抛棄若ハ認諾又ハ第七十ニ條ノ規定ニ依ル脱退ヲ為スニハ常ニ特別ノ授権アルコトヲ要ス

#### 家制度を前提とする規定
- 戸主・家族を前提とする規定…削除されたものと解する[5][6]。

第三十五條　判事ハ左ノ場合ニ於テハ法律上其ノ職務ノ執行ヨリ除斥セラル
　三　判事カ當事者ノ後見人、後見監督人、保佐人又ハ戸主若ハ家族ナルトキ

#### 旧憲法下の統治機構を前提とする規定
- 勅許の規定…不要として扱う[5]。

第二百七十三條　國務大臣、宮内大臣、内大臣、枢密院議長…軍務参議官又ハ此等ノ職ニ在リタル者ヲ證人トシテ職務上ノ秘密ニ付訊問スル場合ニ於テハ裁判所ハ勅許ヲ得ルコトヲ要ス

- 貴族院に関する規定…参議院への読み替えを行う[6]。

第二百七十四條　貴族院若ハ衆議院ノ議員又ハ議員タリシ者ヲ證人トシテ職務上ノ秘密ニ付訊問スル場合ニ於テハ裁判所ハ其ノ院ノ承認ヲ得ルコトヲ要ス

- 軍人・軍属に関する規定…存在しないものとして扱う[6]。

第百七十六條　出陣ノ軍隊若ハ外國駐在の軍隊ニ属スル者又ハ役務ニ服スル艦船ノ乗組員ニ對スル送達ハ裁判長上班司令官廳ニ委嘱シテ之ヲ為ス

### 判事補の権限
判決以外の裁判は判事補が1人で行うことができると定めた（第3条）。これは、裁判所法第27条第1項は、判事補が1人で裁判を行うことを禁じているが、決定や命令を行うことまでを禁じる必要はないことを確認したものである。

### 上告

#### 原則
高等裁判所が行った第二審（控訴審）・第一審（例：私的独占の禁止及び公正取引の確保に関する法律第85条の訴訟）の終局判決については最高裁判所に、地方裁判所の行った第二審の判決（例：簡易裁判所の判決に対する控訴審）については高等裁判所に上告できることとした（第4条第1項）。ただし、「上告をする権利を留保して控訴をしない旨の合意」（跳躍上告の合意）がある場合には、簡易裁判所の判決については高等裁判所に、地方裁判所の判決については最高裁判所に直接上告できることとした（同条第2項）。

#### 高等裁判所が上告審を担当した場合の特例
- 高等裁判所が上告審を担当している場合に、憲法その他の法令の解釈について、高等裁判所の意見が最高裁判所のこれまでの判例に反する場合等には、当該事件を最高裁判所に移送しなければならないとされた（第5条）[7]。
- 高等裁判所が上告審を担当し、終局判決がなされた場合で、その判決における違憲か否かの判断が不当である場合に限り、更に最高裁判所へ上告（再上告）することを可能とした（第6条第1項）。最高裁判所が違憲立法審査権を有する終審であることに由来する制度である[7]。ただし、当該再上告があったとしても、高等裁判所の判決は確定したものと扱われるが、最高裁判所は決定をもって強制執行の停止命令を発することができるものとした（同条第2項）。

#### 特別抗告
民事訴訟法の規定により不服を申し立てることができない決定・命令であっても、その決定・命令における違憲か否かの判断が不当である場合に限り、更に最高裁判所へ抗告（特別抗告）することを可能とした（第7条第1項）。なお、その提訴期間は5日とされ（同条第2項）、これは不変期間であるものと考えられた。

### 行政訴訟の出訴期間の特例
行政訴訟は、他の法律に特別の定めがある場合を除いて、当事者がその処分があったことを知った日から6ヶ月以内にこれを提起しなければならないと定めた。また、処分の日から3年を経過した場合は、これを提起できないと定めた（第8条）。
本法においては、この行政訴訟の出訴期間の特例以外、行政訴訟について一切定められなかった。すなわち、その他は全ての民事訴訟の例によるものとされた。これはGHQの強い意向によるものであり、本法の制定前、日本側が行政事件の特殊性に鑑みて作成した「行政事件訴訟特例法案」を拒んだとされる。

#### 平野事件

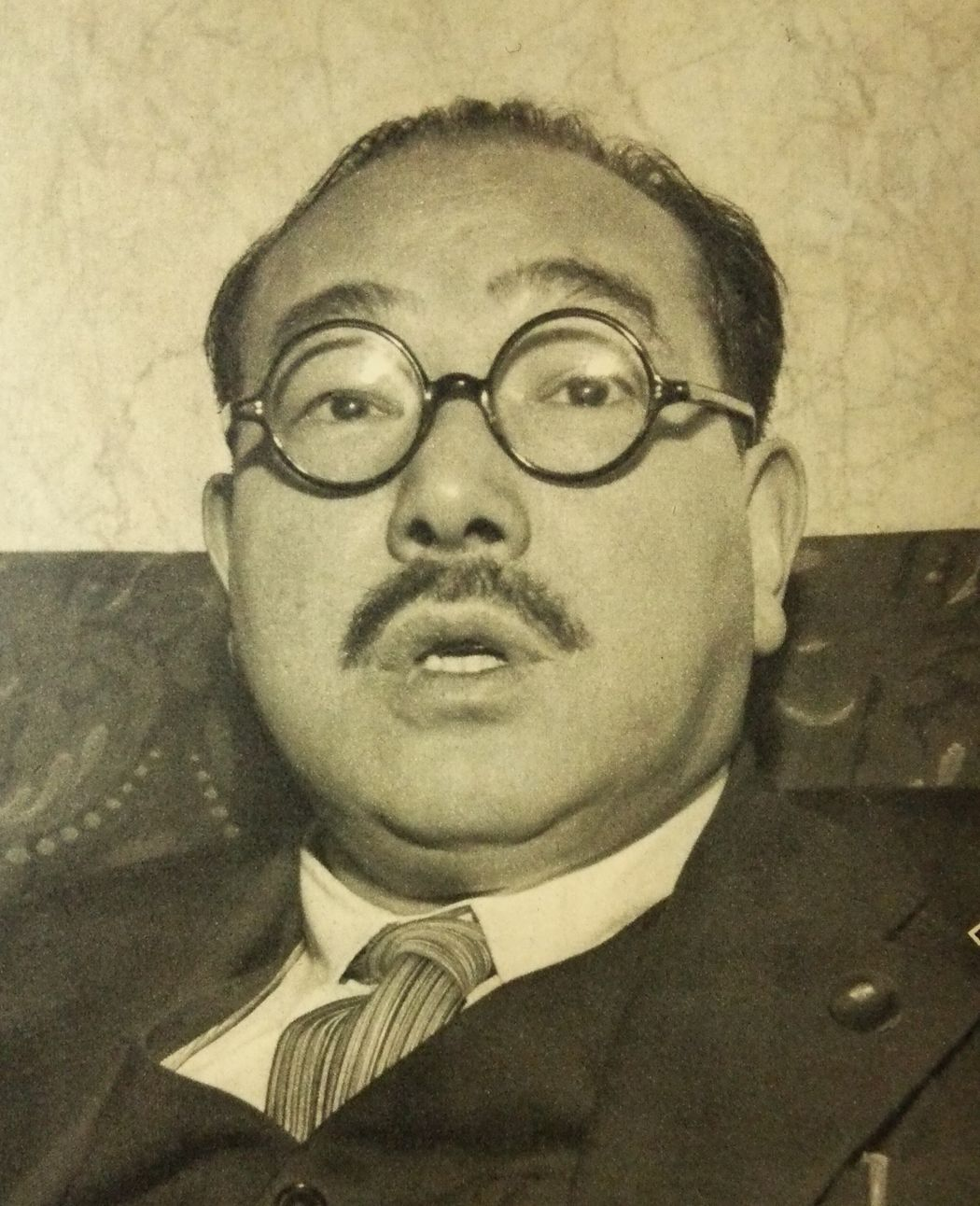
平野力三

1947年（昭和22年）、衆議院議員平野力三は、公職追放令に基づき追放処分を受けたことについて、東京地方裁判所に仮の地位を求める仮処分を求めた。これを受けた東京地方裁判所は、上述のように本法が行政訴訟は出訴期間以外全て民事訴訟の例により扱うこととしているので、これを前提に、旧民事訴訟法の規定に基づき仮処分を認めた。しかし、直後にGHQが当該仮処分の撤回を要求し、当該要求に基づいてこれが撤回されるという事案が発生した。
これをきっかけとして、GHQは行政事件の特殊性を認め、本法の制定に当たって日本側が提案し、GHQがこれを拒んだ「行政事件訴訟特例法案」の制定を一転して日本側に求めるようになり、1948年（昭和23年）に行政事件訴訟特例法が成立することとなった。

## 失効
本法は、新民事訴訟法制定までの応急措置としての時限法として制定され、当初は1948年（昭和23年）1月1日からその効力を失うと定められていた（附則第2項）。
しかし、新民事訴訟法の制定の遅れに伴い、裁判官の報酬等の応急的措置に関する法律等の一部を改正する法律（昭和22年法律第198号）により同年3月15日まで、昭和二十二年法律第六十五号（裁判官の報酬等の応急的措置に関する法律）等の一部を改正する法律（昭和23年法律第10号）により同年7月15日まで順次延伸された。
最終的に本法は、民事訴訟法の一部を改正する法律（昭和23年法律第149号）による全面的な旧民事訴訟法の改正により、同改正の施行日である1949年（昭和24年）1月1日に失効した（附則第8条）。